# Reshad Jones
Reshad Monquez Jones (* 25. Februar 1988 in Atlanta, Georgia) ist ein ehemaliger US-amerikanischer American-Football-Spieler in der National Football League (NFL). Er spielte 10 Saisons für die Miami Dolphins als Safety.

## College
Jones besuchte die University of Georgia und spielte für deren Team, die Bulldogs zwischen 2008 und 2010 erfolgreich College Football. In 39 Spielen setzte er 206 Tackles, außerdem gelangen ihm 11 Interceptions.

## NFL
Beim NFL Draft 2010 wurde Jones in der 5. Runde als insgesamt 163. von den Miami Dolphins ausgewählt. In seiner Rookie-Saison kam er in 13 Partien zum Einsatz, zweimal sogar als Starter, wobei ihm 21 Tackles und eine Interception gelangen. In den folgenden Spielzeiten steigerte er sich konstant und avancierte zu einer der Stützen der Defense der Dolphins. 2014 wurde er wegen eines Verstoßes gegen die Doping-Richtlinien der Liga für vier Spiele gesperrt.
2015 hatte er seine bislang beste Saison. Er konnte nicht nur 135 Tackles setzen und 10 Pässe verteidigen, sondern ihm gelangen auch fünf Interceptions und zwei Touchdowns, wofür er auch erstmals in seiner Karriere in den Pro Bowl berufen wurde. 2016 war für ihn die Spielzeit wegen einer Schulterverletzung nach nur sechs Spielen zu Ende.
2017 erhielt er von den Dolphins einen neuen Fünfjahresvertrag über 55 Millionen US-Dollar, 35 davon garantiert.
Am 18. März 2020 wurde er von den Miami Dolphins entlassen.